# Belfair (Washington)
Belfair es un lugar designado por el censo (en inglés, census-designated place, CDP) ubicado en el condado de Mason, estado de Washington, Estados Unidos. Según el censo de 2020, tiene una población de 4279 habitantes.

## Geografía
La localidad está ubicada en las coordenadas 47°26′49″N 122°51′10″O / 47.44694, -122.85278 (47.446821, -122.852831).